# Ulrich Moser (Abt)
Ulrich Moser (* 13. Jahrhundert; † 6. Januar oder 27. September 1297 in Ebersberg) war von 1280 bis 1286 Abt des Klosters Wessobrunn und von 1286 bis zu seinem Tod 1297 Abt des Klosters Ebersberg.
Bereits vor dem Tod seines Vorgängers Wernher I. am 11. April 1280 in der Position des Abtes von Wessobrunn, wird Ulrich Moser als Abt in einem Leibgedingsbrief urkundlich erwähnt. Dies deutet darauf hin, dass er vermutlich als Administrator von Abt Wernher I. aus dem Kloster Ebersberg berufen wurde. Die Wahl Ulrichs zum Abt, mit seiner Herkunft aus einem anderen Kloster, lässt einen schlechten Zustand im Kloster Wessobrunn vermuten, da offensichtlich keine Person aus dem Konvent des Wessobrunner Klosters als geeignet angesehen wurde. Im Kloster Ebersberg war Ulrich bereits zuvor als Cellerar tätig. In Wessobrunn sorgte er vornehmlich für die wirtschaftliche Verbesserung des Klosters und für die Lösung des Interdikts. Die Lösung aus dem Interdikt erlaubte Ulrich, die Leichname seiner beiden Vorgänger, Wernher I. und Konrad III., würdig zu bestatten. Ebenso konnten der Hauptaltar und die Klosterkirche 1285 durch den Bischof von Augsburg Hartmann von Dillingen geweiht werden. Die Verehrung des heiligen Sebastian übernahm Ulrich aus seinem Heimatkloster Ebersberg. Diese siedelte er in der Krypta der Klosterkirche von Wessobrunn an und festigte diese durch eine Messstiftung.
Der Konvent seines Heimatklosters Ebersberg wählte Ulrich im April 1286 zu seinem neuen Abt. Die Wahl war dort notwendig, nachdem der vorherige Abt Peter Khuenberger 1286 zurückgetreten war. Bis zum Herbst des gleichen Jahres nahm sich Ulrich Bedenkzeit und entschied sich im September zur Resignation im Kloster Wessobrunn, um seine Aufgabe als Abt im Kloster Ebersberg anzutreten. Dort verstarb Ulrich, je nach Quelle, entweder am 6. Januar oder am 27. September des Jahres 1297.